# Kafue-Nationalpark
Der Kafue-Nationalpark (engl. Kafue National Park) ist der größte Nationalpark in Sambia. Der Park wurde in den 1950er Jahren gegründet und umfasst 22.400 Quadratkilometer. Die IUCN verzeichnet Kafue mit 22.309 km² und als 1971 als Nationalpark ausgewiesen (WDPA-ID 1085). Dem niederländischen Anthropologen Wim van Binsbergen zufolge entstanden Vorläufer des heutigen Parks bereits in den 1930er Jahren.

## Geographie
Der Park hat eine Nord-Süd-Ausdehnung von etwa 190 Kilometern und misst etwa 85 Kilometer von Ost nach West. Er liegt am Ufer des Lufupa und des Lunga, zweier Nebenflüsse des Kafue, gut 200 Kilometer westlich der Stadt Kafue. Hier befindet sich auch der 370 Quadratkilometer große Itezhitezhi-See, der vor dem Stausee der Kafue-Talsperre liegt und dessen Wasserstand reguliert.

## Flora und Fauna
Im Norden von Kafue im Lufupa-Wald (Baikiaea plurijuga) wächst das sogenannte Sambesi-Teak, aus dem ein schweres und hartes Teakholz gewonnen wird. Zudem kommen Ostafrikanisches Padouk (ein Sandelholzbaum) und Guibourtia coleosperma vor. Offene Auenlandschaften finden sich in dem Gebiet, worunter die Busanga-Auen die bekanntesten sind. Im Süden ist die Vorstufe der natürlichen Sukzession zu sehen, weites Buschland erstreckt sich unter anderem auf der Nazhila-Ebene.
Der Bestand an Großsäugern des Parks ist stark der Wilderei ausgesetzt, der Waldbestand wird durch Einschlag von Teakholz dezimiert.
Mit 18 Tieren pro 1000 Quadratkilometer (im nördlichen Teil) lebt im Nationalpark eine der letzten lebensfähigen Afrikanischen Wildhund-Populationen. Weitere große Raubtiere des Parks sind Löwen, Fleckenhyänen und Leoparden. Die häufigsten Pflanzenfresser sind Impalas, Pukus und Warzenschweine, darüber hinaus findet man Steppenzebras, Streifengnus, Kuhantilopen, Litschi-Moorantilopen, Kudus, Wasserböcke, Buschböcke, Kronenducker und Oribis. Relativ selten sind Büffel, Rappenantilopen und Pferdeantilopen. Zur Avifauna des Nationalparks gehört unter anderem der von der IUCN als gefährdet eingestufte Feigen-Bartvogel.

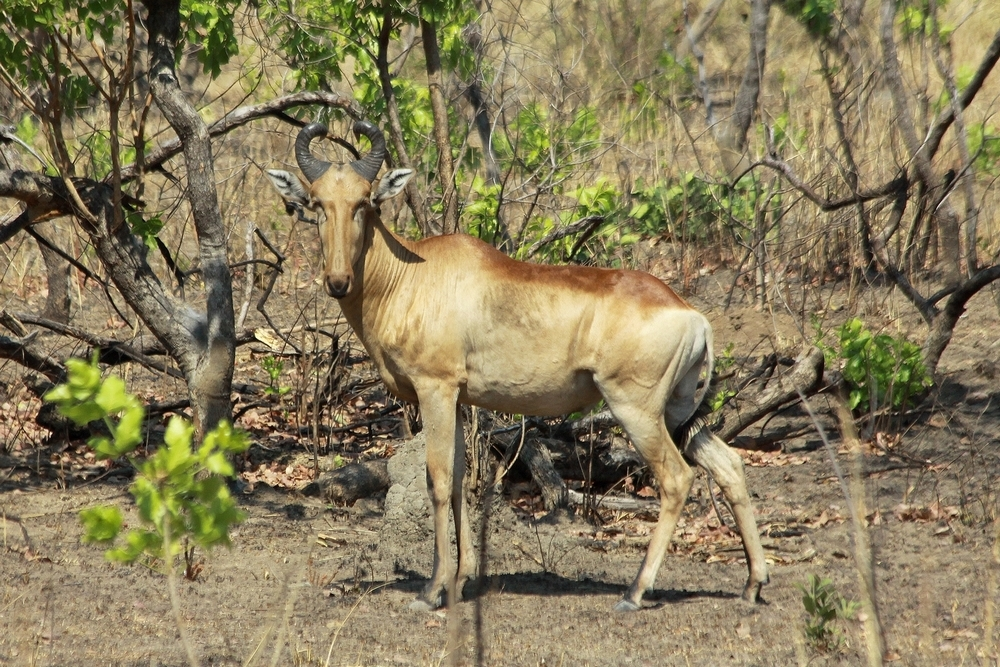
Lichtenstein-Antilope
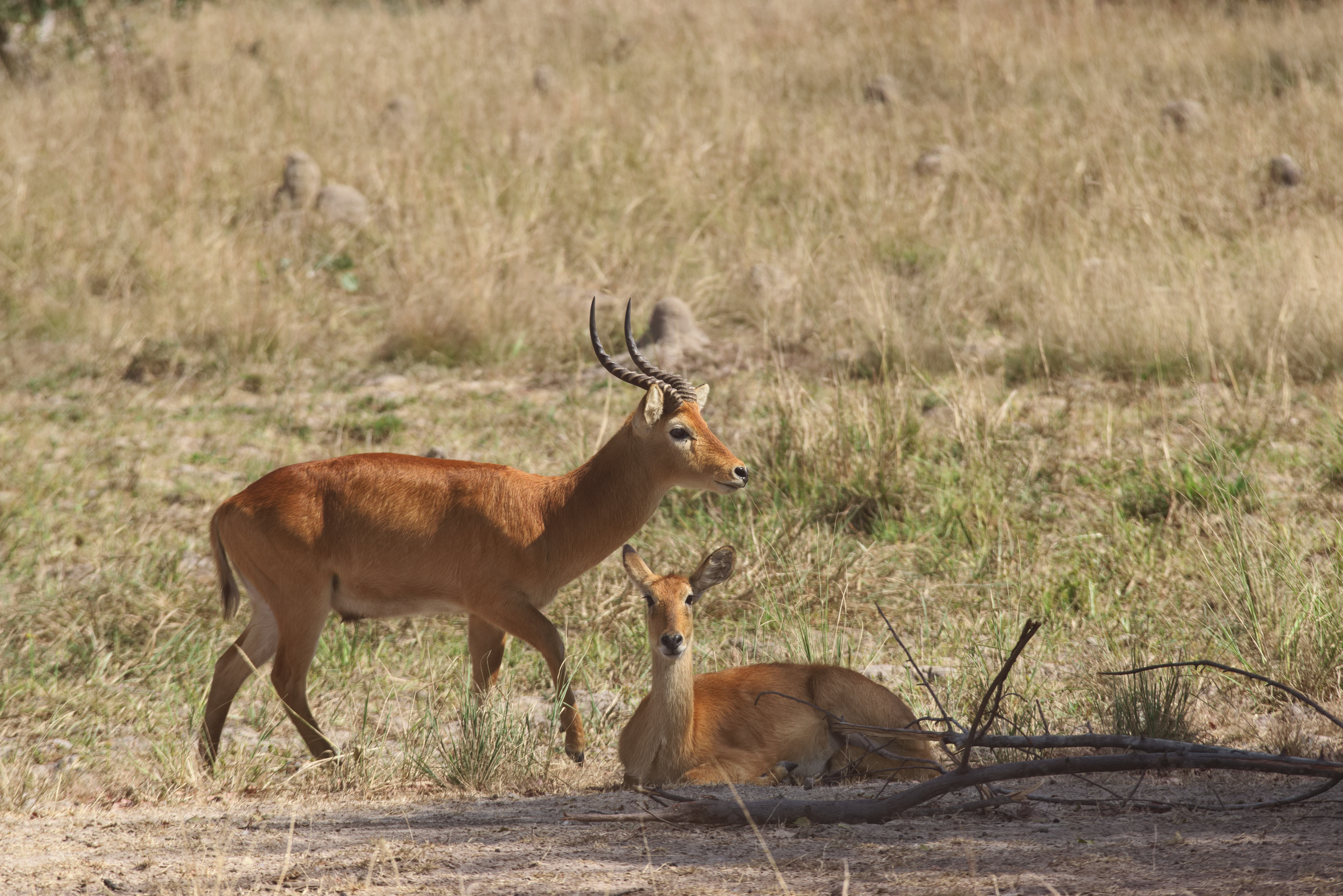
Männlicher und weiblicher Puku
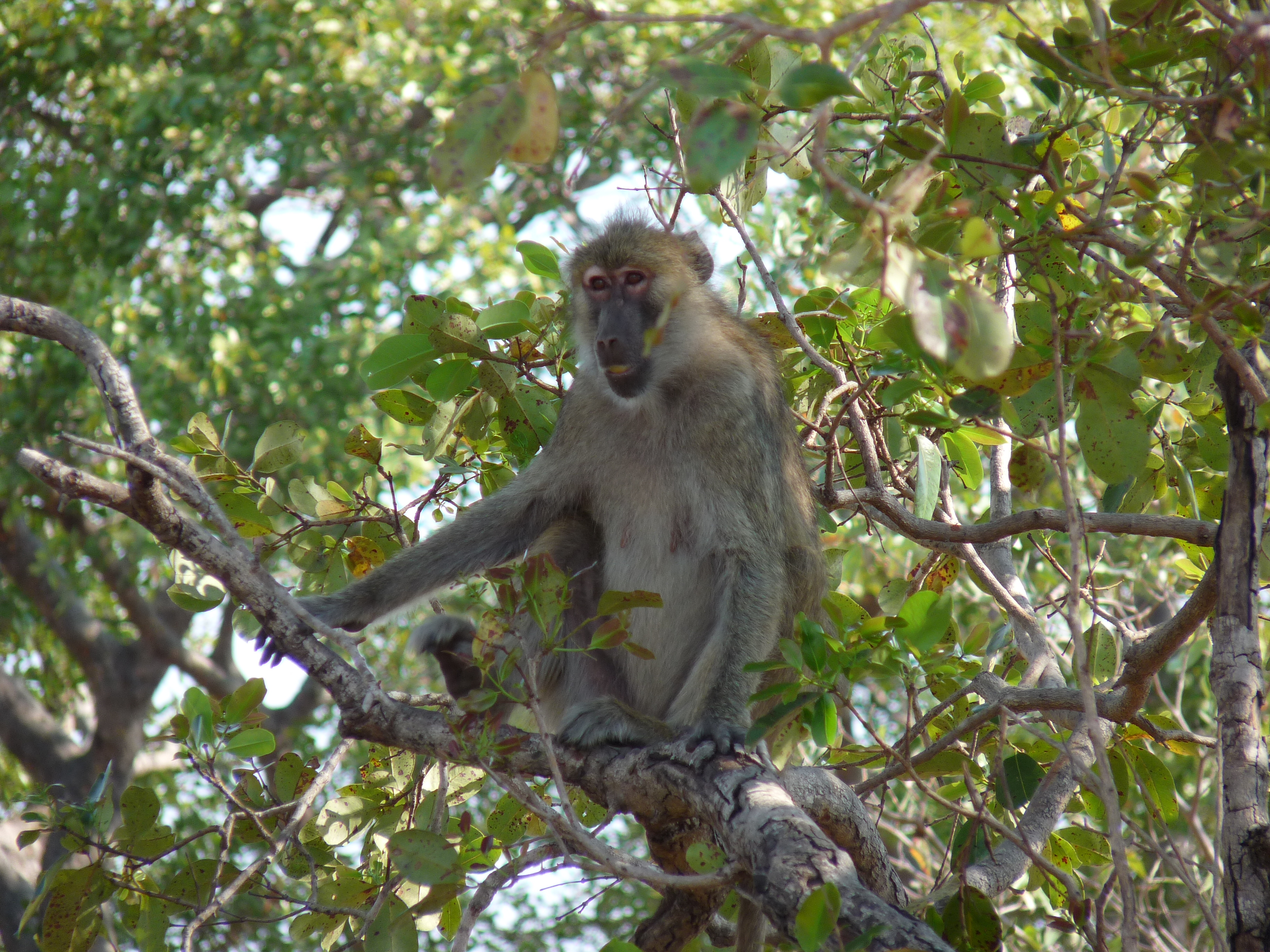
Weiblicher Kindapavian
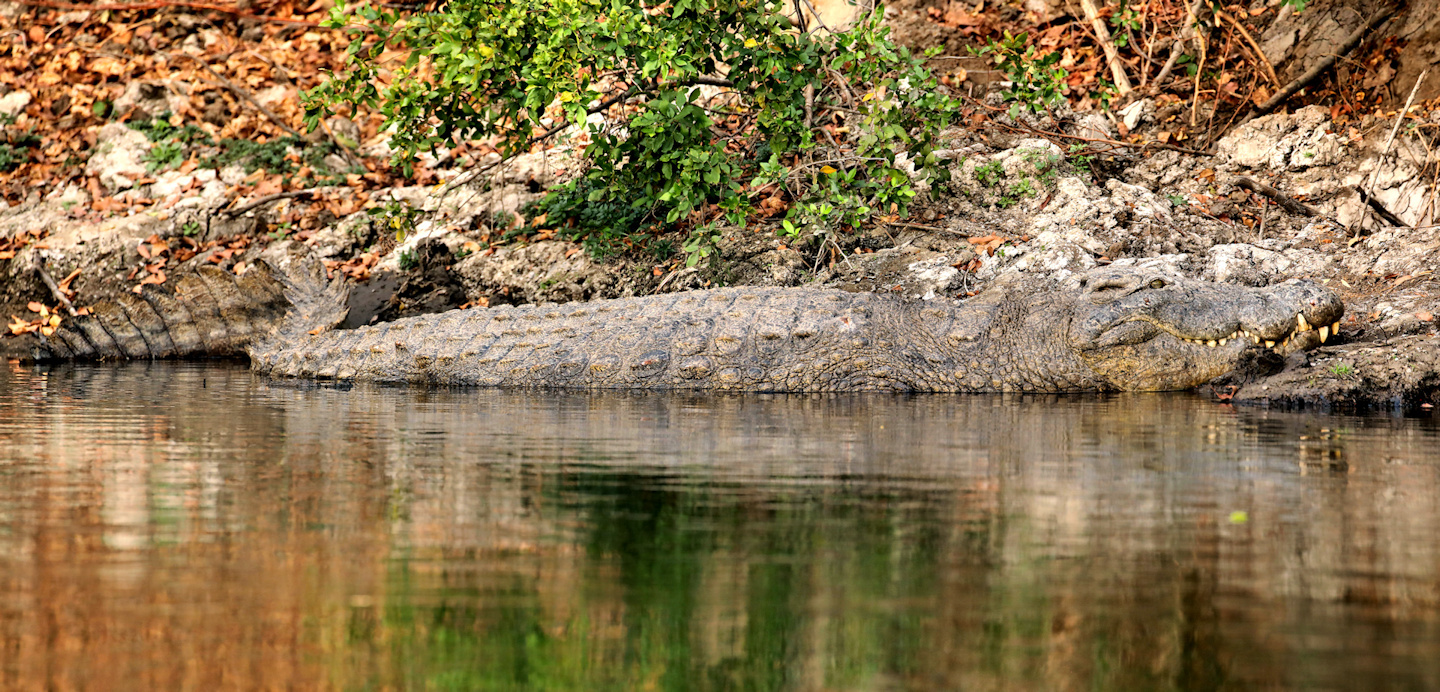
Nilkrokodil im Kafue